# Slobodan Nikić

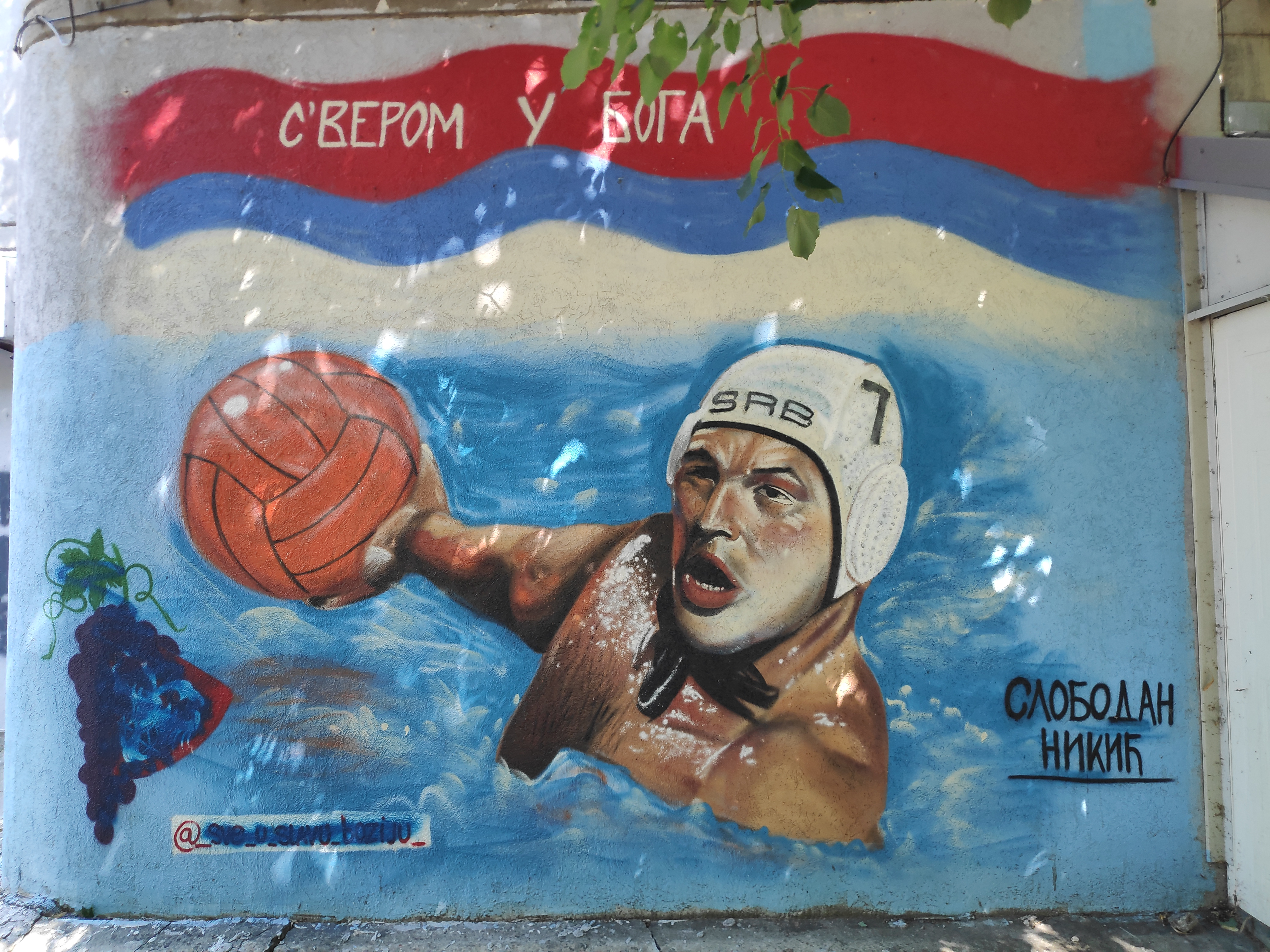
Wandgemälde Slobodan Nikić in Belgrad

Slobodan Nikić, kyrillisch Слободан Никић, (* 25. Januar 1983 in Zrenjanin, Jugoslawien) ist ein ehemaliger serbischer Wasserballspieler. Mit der Mannschaft von Serbien und Montenegro und mit der serbischen Nationalmannschaft gewann er bei Olympischen Spielen je eine Gold-, Silber- und Bronzemedaille. Bei Weltmeisterschaften erkämpfte er dreimal Gold, einmal Silber und einmal Bronze. Hinzu kamen fünf Goldmedaillen sowie je einmal Silber und Bronze bei Europameisterschaften.

## Karriere
Slobodan Nikić spielte bis 2003 bei VK Partizan Belgrad und war 2002 mit diesem Verein Meister von Serbien und Montenegro. Nach einer Saison beim Vaterpolo klub Nais und einer Saison bei PVK Jadran war Nikić von 2005 bis 2009 bei Olympiakos SFP, mit denen er drei griechische Meistertitel gewann. Es folgten zwei italienische Meistertitel mit Pro Recco und ein Abstecher zu Rari Nantes Camogli. Nach vier Jahren bei Galatasaray Istanbul mit drei türkischen Meistertiteln wechselte er nach Ungarn, wo er mit Ferencváros Budapest zwei Meistertitel gewann. Seit 2020 ist er als Trainer tätig.
Der 1,97 Meter große Slobodan Nikić war 2003 bei der Europameisterschaft in Slowenien erstmals bei einem großen Turnier dabei. Nach einem 11:7-Halbfinalsieg über die Russen besiegte die Mannschaft von Serbien und Montenegro im Finale die Kroaten mit 9:8 nach Verlängerung. Nikić warf im Turnierverlauf zwei Tore. Einen Monat später wurde in Barcelona die Weltmeisterschaft 2003 ausgetragen. Nach einer Halbfinalniederlage gegen Italien besiegte die Mannschaft aus Serbien und Montenegro im Spiel um den dritten Platz die Griechen mit 5:3. Bei den Olympischen Spielen 2004 in Athen belegte die Mannschaft aus Serbien und Montenegro in der Vorrunde den zweiten Platz hinter den Ungarn, den direkten Vergleich gewannen die Ungarn mit 6:4. Mit einem 7:5 über Spanien und einem 7:3 gegen Griechenland erreichte die Mannschaft aus Serbien und Montenegro das Finale. Dort verlor sie mit 7:8 gegen die Ungarn. Nikić warf drei Turniertore, davon eins im Halbfinale. 2005 nahm die Mannschaft aus Serbien und Montenegro letztmals gemeinsam an einem Turnier teil. Bei der Weltmeisterschaft in Montreal besiegte das Team im Halbfinale die Kroaten mit 5:4 und im Finale die Ungarn mit 8:7.
Nach der Unabhängigkeit Montenegros war Serbien 2006 Gastgeber der Europameisterschaft in Belgrad. Die serbische Nationalmannschaft gewann ihre Vorrundengruppe und bezwang im Halbfinale die Rumänen mit 13:6. Im Finale siegten die Serben mit 9:8 gegen Ungarn. Bei der Europameisterschaft 2008 in Malaga trafen im Finale die Mannschaften aus Montenegro und aus Serbien aufeinander. Montenegro siegte in der Verlängerung mit 6:5 und gewann damit den ersten Titel bei einer internationalen Meisterschaft für das seit 2006 unabhängige Montenegro.
Von Ende Juni bis Anfang Juli 2009 fanden in Pescara die Mittelmeerspiele 2009 statt. Die serbische Mannschaft siegte vor den Spaniern und Italienern. 14 Tage später begann in Rom die Weltmeisterschaft 2009. In der Vorrunde unterlagen die Serben den Spaniern mit 9:11 und wurden nur Gruppenzweiter. Mit einem 7:5 gegen Italien im Achtelfinale und einem 10:9 nach Verlängerung gegen die Ungarn im Viertelfinale erreichten die Serben das Halbfinale, in dem die Serben die Kroaten mit 12:11 bezwangen. Im Finale trafen wieder Serbien und Spanien aufeinander und Serbien gewann im Fünf-Meter-Schießen. Slobodan Nikić warf zwei Turniertore. Am Fünf-Meter-Schießen des Endspiels war er nicht beteiligt. 2010 bei der Europameisterschaft in Rijeka verloren die Serben im Halbfinale mit 9:10 gegen die kroatischen Gastgeber. Das Spiel um den dritten Platz gewannen die Serben mit 10:8 gegen Ungarn. Im Jahr darauf bei der Weltmeisterschaft 2011 in Schanghai besiegten die Serben im Halbfinale die Ungarn mit 15:14 nach der zweiten Verlängerung. Auch das Finale wurde erst nach der zweiten Verlängerung entschieden, hier siegten die Italiener mit 8:7. Bei der Europameisterschaft 2012 in Eindhoven gewannen die Serben ihre Vorrundengruppe trotz einer 7:11-Niederlage gegen die Montenegriner. Nach einem 12:8 gegen die Italiener trafen die Serben im Endspiel erneut auf Montenegro und gewannen mit 9:8. Bei den Olympischen Spielen 2012 in London belegten die Serben in der Vorrunde den ersten Platz vor den Montenegrinern, der direkte Vergleich endete 11:11. Nach einem 11:8 im Viertelfinale über Australien unterlagen die Serben im Halbfinale mit 7:9 gegen Italien. Im Spiel um die Bronzemedaille gewann Serbien mit 12:11 über Montenegro. Nikić erzielte insgesamt drei Tore, davon zwei im Spiel um den dritten Platz.
Bei der Weltmeisterschaft 2013 in Barcelona erreichten die Serben nur den siebten Platz. Nikić warf insgesamt neun Tore. 2014 besiegten die Serben im Finale der Europameisterschaft in Budapest die ungarische Mannschaft. Nikić traf neunmal. Bei der Weltmeisterschaft 2015 in Kasan bezwangen im Finale die Serben die Kroaten mit 11:4. Nikic warf neun Tore, davon allein sechs im Vorrundenspiel gegen Japan. Anfang 2016 gewannen die Serben den Titel bei der Europameisterschaft in Belgrad. Beim olympischen Wasserballturnier in Rio de Janeiro belegten die Serben in ihrer Vorrundengruppe nur den vierten Platz. Mit Siegen über Spanien im Viertelfinale und über Italien im Halbfinale erreichten die Serben gleichwohl das Finale und bezwangen dort die kroatische Mannschaft mit 11:7. Nikić erzielte zehn Turniertore, davon eins im Finale.